# Herzog von Alba bei einem Frühstück auf dem Schlosse zu Rudolstadt. Im Jahr 1547

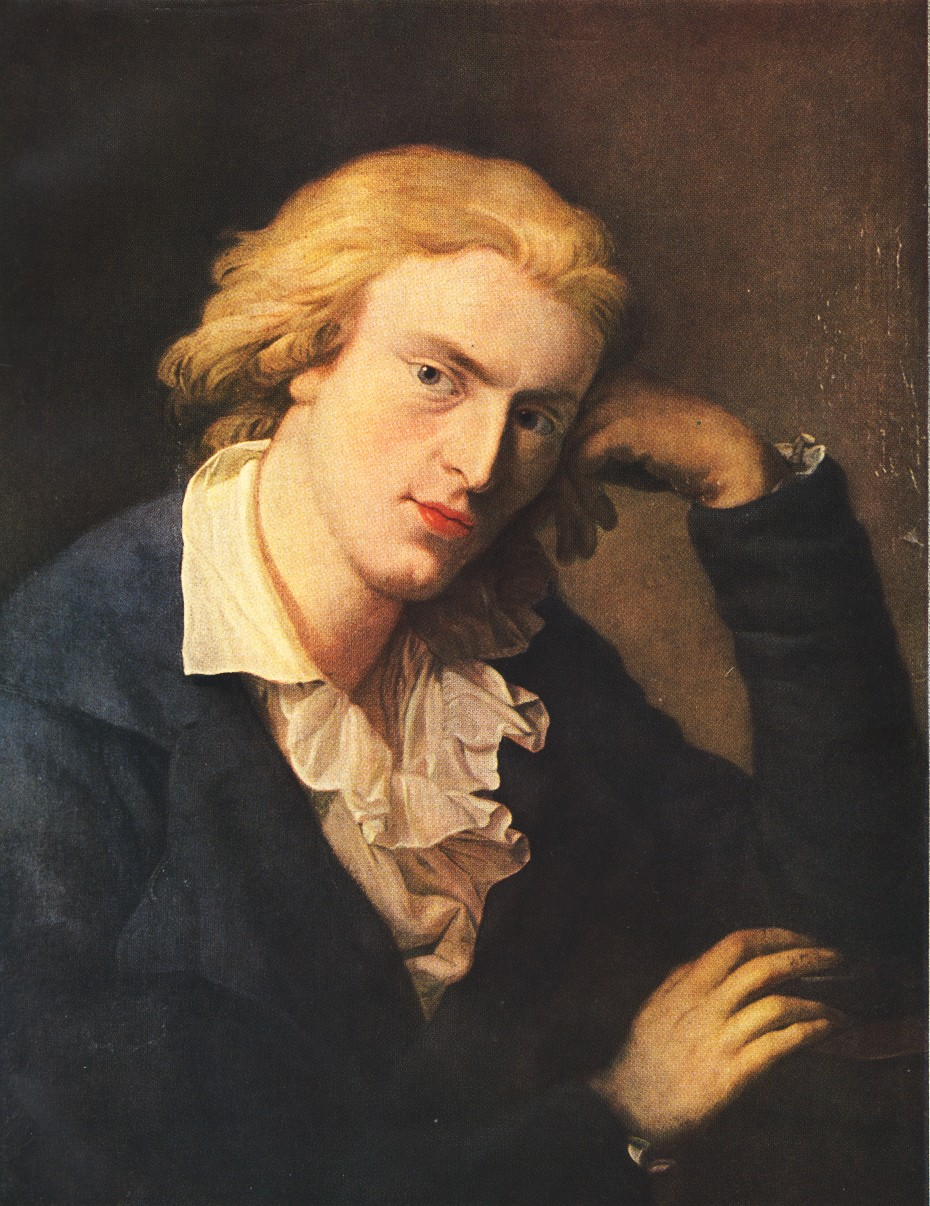
Friedrich Schiller. Gemälde von Anton Graff

Herzog von Alba bei einem Frühstück auf dem Schlosse zu Rudolstadt. Im Jahr 1547 ist der Titel einer Anekdote von Friedrich Schiller, die im Umfeld seiner historischen Schriften steht. Sie erschien im Oktober 1788 in Christoph Martin Wielands Literaturzeitschrift Der Teutsche Merkur.
In seinem kurzen Text porträtiert Schiller die Gräfin Katharina von Schwarzburg, der es durch einen verwegenen Plan gelingt, die Plünderung ihres Gebietes durch spanische Truppen unter dem berüchtigten Herzog von Alba zu verhindern.

## Inhalt

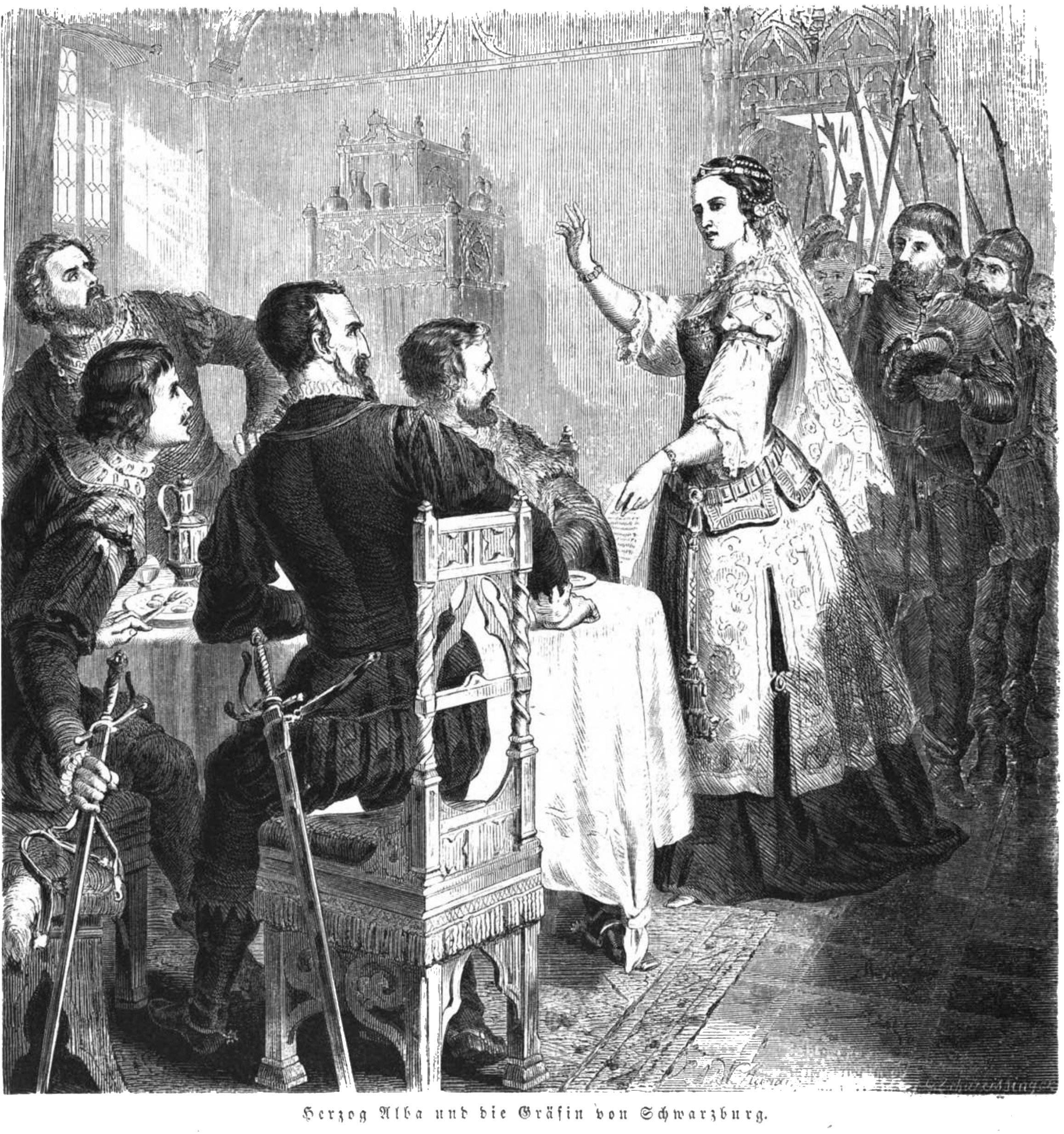
Herzog Alba und die Gräfin von Schwarzburg (Die Gartenlaube, 1860)

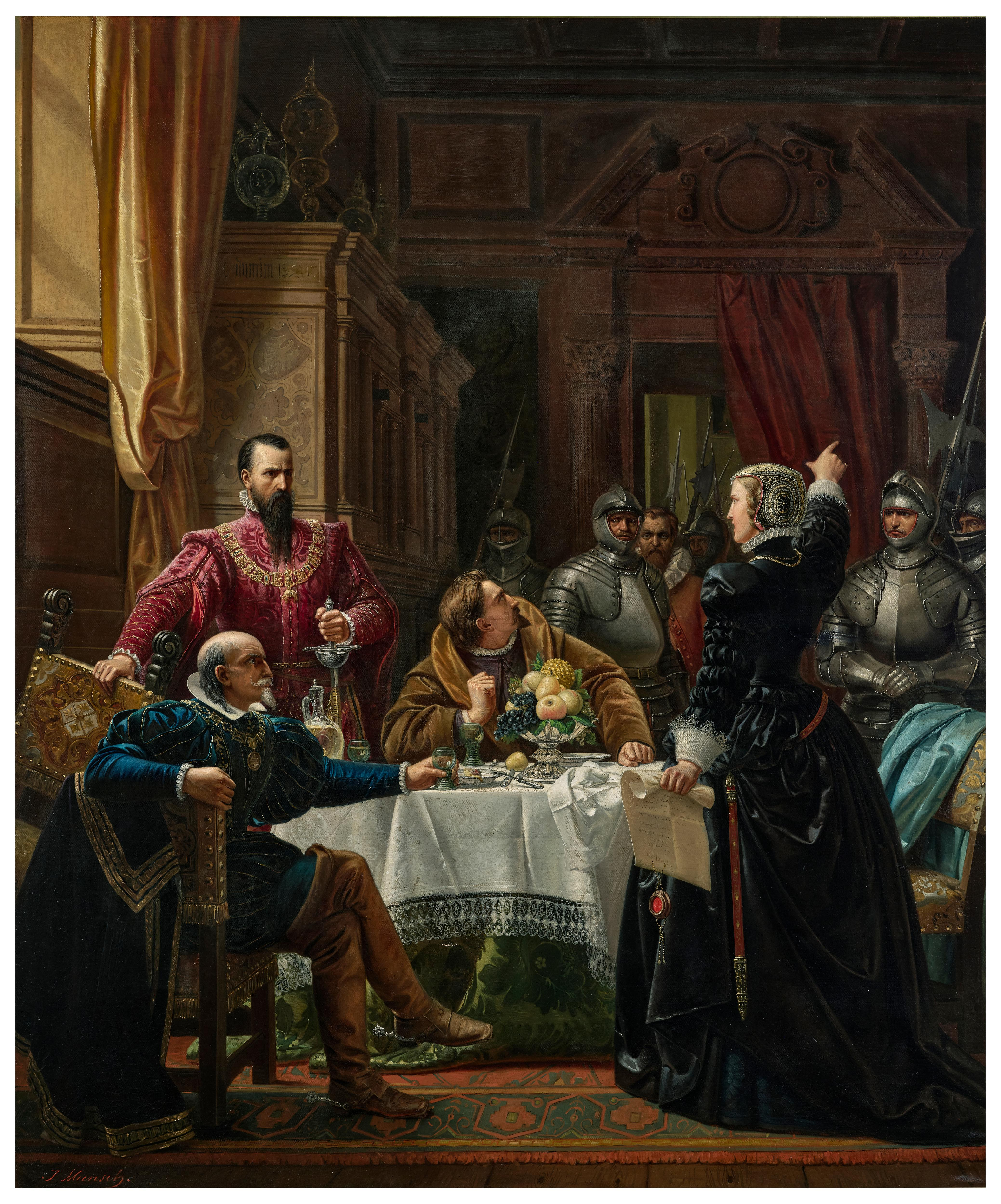
Joseph Munsch: Herzog Alba auf dem Rudolstädter Schloss, 1860

Aus einem Hause kommend, „das schon ehedem durch Heldenmut geglänzt und dem teutschen Reich einen Kaiser gegeben hat“, zeigt die Gräfin schon beim Herannahen der Truppen ihre Umsicht und Fürsorge. Zunächst erwirkt sie bei Kaiser Karl V. einen Schutzbrief, der ihre Untertanen vor Leid und Einbußen durch die spanische Armee bewahren soll. Als Gegenleistung verspricht sie, günstige Lebensmittel an eine Brücke bringen zu lassen, um die dort übersetzenden Soldaten zu versorgen. Sie gestattet den Einwohnern der betroffenen Ortschaften, ihre Habseligkeiten bei ihr im Schloss zu verwahren.
Auf eine Bitte des Befehlshabers Herzog von Alba empfängt sie ihn, den Herzog von Braunschweig und dessen Söhne zu einem Frühstück. Da berichtet ihr ein Bote, dass spanische Soldaten in einigen Dörfern den Bauern das Vieh rauben und Gewalttaten verüben würden. Entsetzt über den Bruch des Kaiserwortes, befiehlt sie den Dienern, sich zu bewaffnen und die Türen zu verriegeln.
Alba und seine fürstliche Gefolgschaft weisen ihre Proteste lachend damit ab, dass „dies nun einmal Kriegsbrauch sei“ und sich „dergleichen kleine Unfälle“ nicht vermeiden ließen.
Darauf fordert sie mit erhobener Stimme, ihren Untertanen das Gestohlene zurückzugeben, ansonsten werde „Fürstenblut für Ochsenblut“ fließen. Sie verlässt den Saal, der sich umgehend mit Bewaffneten füllt, die sich hinter die Stühle der Fürsten aufstellen und diese mit dem „Schwert in der Hand, doch mit vieler Ehrerbietigkeit“ beim Frühstück bedienen. Nach einer diplomatischen Lobrede des Fürsten Heinrich von Braunschweig auf die „landesmütterliche Sorgfalt und den entschlossenen Mut“ der Gräfin ist der verdutzte Alba bereit, den Soldaten zu befehlen, den Bauern das Raubgut zurückzugeben, und kann mit seinen Begleitern etwas später das Schloss verlassen.

## Entstehung und Hintergrund
Der Text geht auf einen Besuch Schillers im Schloss Heidecksburg am 7. Juli 1788 zurück, bei dem ihn die Schwestern Lengefeld und Wilhelm von Wolzogen begleiteten. Beeindruckt von der Anlage, vertiefte er sich in eine Chronik des Theologen Söffing aus Rudolstadt, die er in einer gut ausgestatteten Bibliothek des Geheimrats Carl Gerd von Ketelhodt studieren konnte und in seiner Version nur etwas auskleidete.
Wie seine kurze Erzählung Eine großmütige Handlung bezeichnete Schiller auch dieses Werk als Anekdote. Erneut geht es ihm weniger um das historische Ereignis selbst als um eine bestimmte Extremsituation, in der sich ein Charakter zu bewähren hat.
In einem Brief vom 1. Oktober 1788 schrieb er seinem Freund Christian Gottfried Körner, dass er selbst das Werk nicht sonderlich schätze; es sei „von wenigem Belang“.
Dazu trug nicht zuletzt der huldigende Charakter der später nicht erneut veröffentlichten Anekdote bei, in der das thüringische Herrscherhaus sehr deutlich gelobt wird. Den jüngsten Spross des Hauses, Erbprinz Ludwig Friedrich von Schwarzburg-Rudolstadt, hatte Schiller am 29. Mai 1788 in Kumbach getroffen.
Mit seiner markanten Kürze erinnert das Werk an die knappen und anekdotischen Texte Heinrich von Kleists, in denen er bizarre Ereignisse ebenfalls prägnant gestaltete und am Ende oft mit einer überraschenden Wendung versah.